# Diafanoespondilodisostosis
La diafanoespondilodisostosis es una enfermedad grave de causa genética y transmisión hereditaria que provoca en los pacientes afectados importantes malformaciones del esqueleto presentes desde el momento del nacimiento. Se incluye dentro del grupo de trastornos conocidos como displasias óseas. Existen muy pocos casos descritos a nivel mundial, por lo que se considera una enfermedad rara. Se manifiesta por falta de osificación en los cuerpos vertebrales de la columna vertebral y el sacro, disminución del número de costillas y malformaciones en otros órganos como el riñón. El tórax es ancho y de poca altura, lo que provoca insuficiencia respiratoria y muerte precoz. Está causada por una mutación que afecta a la proteína BMPER (bone morphogenetic protein-binding endothelial regulator).